# Alter Ego
«Alter Ego» (укр. Інше "я") — пісня кіпрського гурту Minus One, з якою вони представляли Кіпр на Євробаченні 2016 у Стокгольмі, Швеція. Дата виходу пісні — 22 лютого 2016 року.